# The Good Earth (album, Manfred Mann's Earth Band)
The Good Earth je páté studiové album britské skupiny Manfred Mann's Earth Band, poprvé vydané v roce 1974. V roce 1998 vyšla reedice alba na CD s třemi bonusovými skladami.

## Seznam skladeb
| Strana 1 | Strana 1               | Strana 1    | Strana 1 |
| Pořadí   | Název                  | Autor       | Délka    |
| -------- | ---------------------- | ----------- | -------- |
| 1.       | Give Me The Good Earth | Gary Wright | 8:31     |
| 2.       | Launching Place        | Mike Rudd   | 5:52     |
| 3.       | I'll Be Gone           | Mike Rudd   | 3:42     |

| Strana 2 | Strana 2          | Strana 2                       | Strana 2 |
| Pořadí   | Název             | Autor                          | Délka    |
| -------- | ----------------- | ------------------------------ | -------- |
| 1.       | Earth Hymn        | Manfred Mann, Chris Slade      | 6:19     |
| 2.       | Sky High          | Manfred Mann, Mick Rogers      | 5:15     |
| 3.       | Be Not Too Hard   | Christopher Logue, Mick Rogers | 4:12     |
| 4.       | Earth Hymn Part 2 | Manfred Mann, Chris Slade      | 4:18     |

| Bonusy na CD reedici (1998) | Bonusy na CD reedici (1998)         | Bonusy na CD reedici (1998)    | Bonusy na CD reedici (1998) |
| Pořadí                      | Název                               | Autor                          | Délka                       |
| --------------------------- | ----------------------------------- | ------------------------------ | --------------------------- |
| 8.                          | Be Not Too Hard (singlová verze)    | Christopher Logue, Mick Rogers | 3:39                        |
| 9.                          | I'll Be Gone (singlová verze)       | Mike Rudd                      | 3:28                        |
| 10.                         | Earth Hymn Part 2a (singlová verze) | Manfred Mann, Chris Slade      | 4:13                        |

## Sestava
- Manfred Mann – klávesy
- Mick Rogers – kytara, zpěv[3]
- Colin Pattenden – baskytara
- Chris Slade – bicí